# Franz-Josef Höing

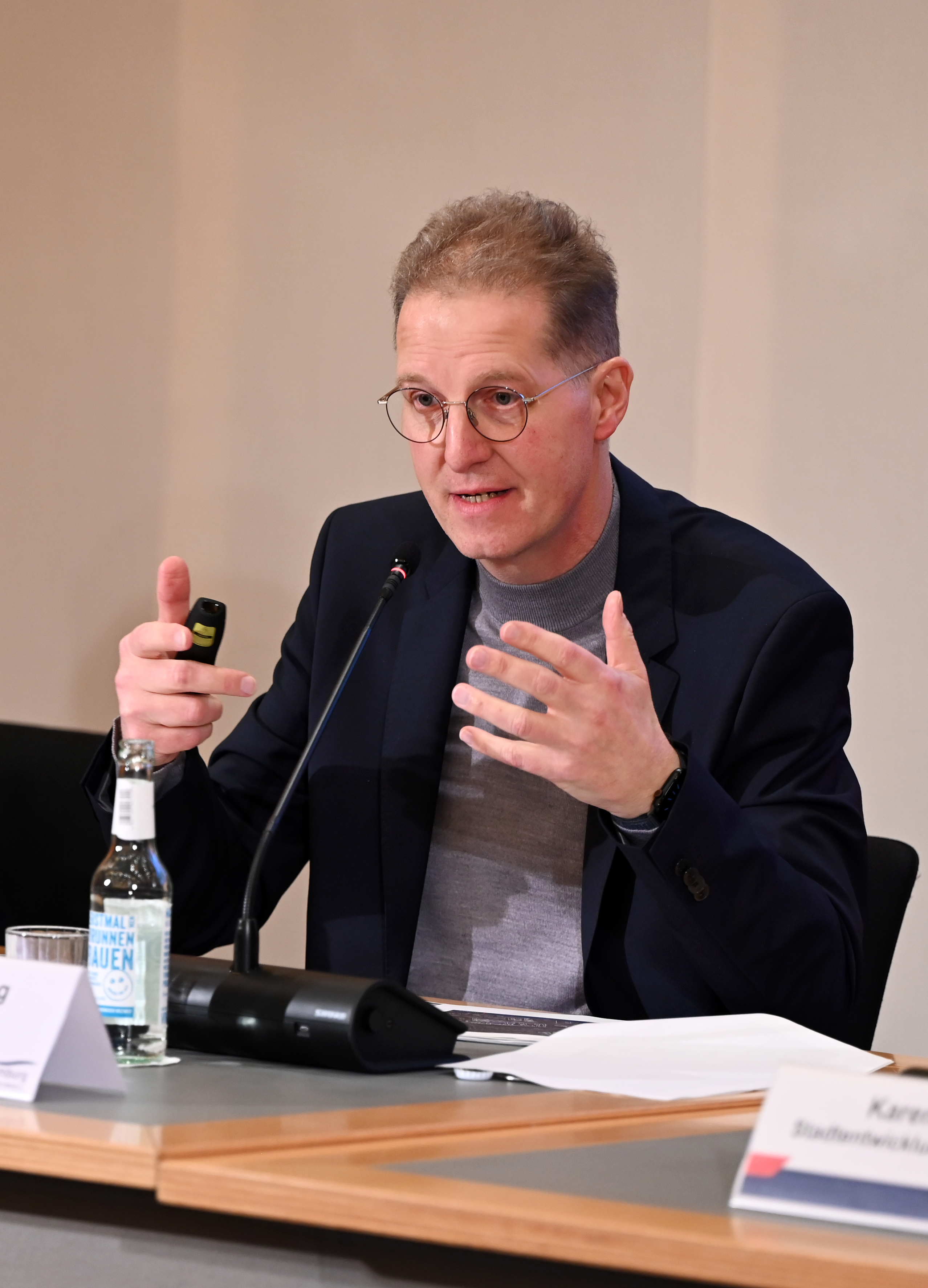
Franz-Josef Höing, Oberbaudirektor der Freien und Hansestadt Hamburg (2024)

Franz-Josef Höing (* 1965 in Gescher) ist ein deutscher Stadtplaner. Seit 2017 ist er Oberbaudirektor der Freien und Hansestadt Hamburg.

## Leben
Höing studierte Raumplanung an der Universität Dortmund. Von 1994 bis 1999 hatte er Assistentenstellen an der Technischen Universität Wien und im Anschluss bis 2000 an der Rheinisch-Westfälischen Technischen Hochschule Aachen (RWTH) inne. Ab 2000 bis 2004 war er persönlicher Assistent des damaligen Hamburger Oberbaudirektors Jörn Walter, dort ab 2003 Leiter der Projektgruppe HafenCity. Von 2004 bis 2008 arbeitete er als Professor für Städtebau an der Fachhochschule Münster. Anschließend wurde er Senatsbaudirektor der Freien Hansestadt Bremen. Von 2012 bis 2017 war er Dezernent für Planen und Bauen der Stadt Köln. Seine Nachfolge in Bremen trat Iris Reuther an. Zum 1. November 2017 übernahm er von Jörn Walter die Position als Oberbaudirektor in der Hamburger Behörde für Stadtentwicklung und Wohnen.